# Pteronia
Pteronia är ett släkte av korgblommiga växter. Pteronia ingår i familjen korgblommiga växter.

## Bildgalleri

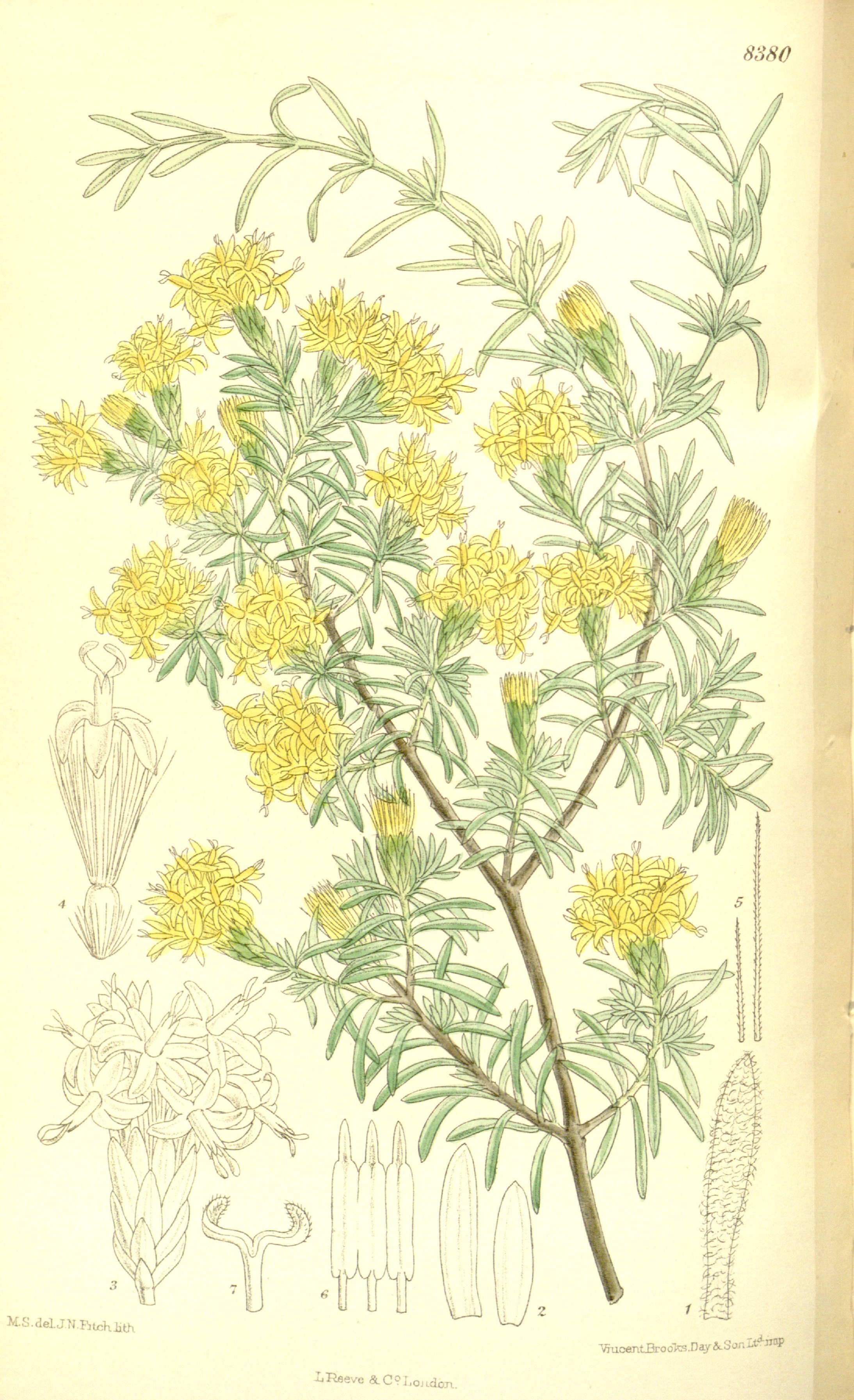

## Dottertaxa tillPteronia, i alfabetisk ordning[1]
- Pteronia acuminata
- Pteronia acuta
- Pteronia adenocarpa
- Pteronia ambrariifolia
- Pteronia anisata
- Pteronia aspalatha
- Pteronia beckeoides
- Pteronia bolusii
- Pteronia callosa
- Pteronia camphorata
- Pteronia centauroides
- Pteronia ciliata
- Pteronia cinerea
- Pteronia cylindracea
- Pteronia diosmifolia
- Pteronia divaricata
- Pteronia eenii
- Pteronia elata
- Pteronia elongata
- Pteronia empetrifolia
- Pteronia erythrochaeta
- Pteronia fasciculata
- Pteronia fastigiata
- Pteronia flexicaulis
- Pteronia foleyi
- Pteronia glabrata
- Pteronia glauca
- Pteronia glaucescens
- Pteronia glomerata
- Pteronia gymnocline
- Pteronia heterocarpa
- Pteronia hirsuta
- Pteronia hutchinsoniana
- Pteronia incana
- Pteronia inflexa
- Pteronia intermedia
- Pteronia leptospermoides
- Pteronia leucoclada
- Pteronia leucoloma
- Pteronia lucilioides
- Pteronia membranacea
- Pteronia mooreiana
- Pteronia mucronata
- Pteronia oblanceolata
- Pteronia onobromoides
- Pteronia oppositifolia
- Pteronia ovalifolia
- Pteronia pallens
- Pteronia paniculata
- Pteronia pillansii
- Pteronia polygalifolia
- Pteronia pomonae
- Pteronia punctata
- Pteronia quinqueflora
- Pteronia rangei
- Pteronia scabra
- Pteronia scariosa
- Pteronia smutsii
- Pteronia sordida
- Pteronia spinulosa
- Pteronia stoehelinoides
- Pteronia stricta
- Pteronia succulenta
- Pteronia tenuifolia
- Pteronia teretifolia
- Pteronia tricephala
- Pteronia uncinata
- Pteronia undulata
- Pteronia unguiculata
- Pteronia utilis
- Pteronia villosa
- Pteronia viscosa